# جيمس باتريك ماهوني (كاهن كاثوليكي)
جيمس باتريك ماهوني (بالإنجليزية: James Patrick Mahoney)‏ هو كاهن كاثوليكي أمريكي، ولد في 16 أغسطس 1925 في نيويورك في الولايات المتحدة، وتوفي في 1 يونيو 2002 في نيويورك في الولايات المتحدة.